# Iwan Wasyl
Iwan Wasyl (ur. 13 sierpnia 1997) – polski koszykarz występujący na pozycji niskiego skrzydłowego, obecnie zawodnik AZS-u AGH Oknoplast Kraków.
16 stycznia 2020 opuścił klub MKS-u Dąbrowy Górniczej, aby dołączyć do II-ligowego AZS-u AGH Oknoplast Kraków.

## Osiągnięcia
Stan na 18 stycznia 2020, na podstawie, o ile nie zaznaczono inaczej.

### Drużynowe
Seniorskie
- Uczestnik rozgrywek pucharu Polski (2015, 2016)
- Awans do I ligi (2016, 2018)

Młodzieżowe
- Uczestnik mistrzostw Polski:
  - juniorów starszych (2014–2017)
  - juniorów (2015)